# Robert Maynard
Robert Maynard (Dartford, 19 settembre 1684 – Great Mongeham, 4 gennaio 1751) è stato un militare inglese, tenente della Royal Navy. Ricevette dal governatore della Virginia Alexander Spotswood l'ordine di catturare Barbanera (Edward Teach), vivo o morto.
A capo di due sloop della marina, Maynard raggiunse Barbanera la sera del 21 novembre 1718, nell'insenatura dell'isola di Ocracoke, uno dei nascondigli preferiti del pirata. La ciurma di Teach era in quei giorni piuttosto ridotta poiché 24 dei suoi pirati si trovavano con Israel Hands, primo ufficiale di Barbanera, nella vicina città di Bath. All'alba del giorno seguente Maynard attaccò Barbanera, che era al comando dello sloop "Adventure". Ne seguì una sanguinosa battaglia al termine della quale i pirati furono sconfitti e Edward Teach stesso fu ucciso dopo un lungo combattimento. La testa mozzata del pirata venne infissa sulla punta del bompresso della nave di Maynard.